# Dornier Do 10
Dornier Do 10 – niemiecki samolot myśliwski zbudowany w zakładach Dornier w dwóch prototypowych egzemplarzach.

## Historia
Samolot powstał jako kołowa wersja wodnosamolotów Dorniera. Z uwagi zbyt słaby silnik samolot nie wykazał planowanych osiągów i zaprzestano jego rozwoju. 